# Nyilas Ilona
Nyilas Ilona (Budapest, 1954. július 12. –) magyar–angol fotóművész, pedagógus, népművészeti oktató.

## Iskolái
Bezerédi utcai Egészségügyi Szakközépiskola 1972, 5.sz. Dési Huber István Ipari Szakmunkásképző Intézet 1976, Magyar Művelődési Intézet Budapest 2000, Szegedi Tudományegyetem Juhász Gyula Tanárképző Főiskolai Kar (pedagógia szak) – Gyógypedagógia képzéssel 2004, Eszterházy Károly Főiskola Bölcsészettudományi Kar 2007, Eszterházi Károly Főiskola Bölcsészettudományi Kar (egyetemi oklevél) 2012.
Foglalkozása fotográfus, nevelőtanár, tánc és drámapedagógus, etika, ember- és társadalomismeret tanár (művészeti szakirány), népi kis mesterségek felsőfokú oktatója (fazekas, bőrtárgy készítő), Csödei Alkotóház Természetes Iskola vezetője (alapítva: 1998)

## Életpálya
Nyilas Ilona az érettségi után a Práter utcai fotósiskolát választotta, mert fotóriporter szeretett volna lenni (5.sz. Dési Huber István Ipari Szakmunkásképző Intézet), gyakorlati képzésen a Budakeszi Filmlaboratóriumban vett részt.
1981 és 1985 között fényképész kisiparosként tevékenykedett. Több újságnál próbálkozott állást találni, de politikai okok miatt sehova nem vették fel. 1982-ben a Színművészeti Főiskola operatőr szakára jelentkezett sikertelenül.
Fényképészként – megrendelésre – több ezer családnál készített felvételeket. Az idők során megfogalmazódott benne, hogy a kihalófélben lévő családi fényképész érdekes munkáját dokumentálni kellene a jövő számára. Filmterve nem kapott támogatást, így önerőből, Nyugat-Berlinből kölcsönkért kamerával (Sony normal 8 videókamera) Bíró Irén operatőrrel 16 órás anyagot forgattak 1986 és ’87-ben. A dokumentumfilmet DFFB-n (Deutsche Film und Fersehakademie Berlin) vágták meg. Az elkészült 45 perces filmnek a “Kopogós” címet adta, bemutatója 1988-ban a Fiatal Művészek Klubjában volt. A film mai napig egyedülálló témáját , forgatását, rendezését tekintve, az első videós dokumentumfilmek egyike. A Magyar Televízió 1988-ban indította el a videóművészetnek fórumot, bemutatkozási lehetőséget adó Videóvilág című műsort és ennek keretében mutatta be a “Kopogós” című dokumentumfilmet is.
1985-től szellemi szabadfoglalkozású fotóriporterként több újságnál külső munkatársként tevékenykedett. Kincses Károly ez idő tájt kérte fel színdarabok dokumentálására. Próbától a bemutatóig ötvennyolc színdarabot fényképezett végig. Ezeket a képeket a Magyar Színházi Intézet vásárolta meg műtárgyként. E munka hatására később Egerben elvégezte a tánc- és drámapedagógia szakot.
1985 és 95 között a Zsigray Képeslap Stúdió megbízásából dolgozott. Ez volt az első szabad képeslapforgalmazó, amely a hatalom kontrollja nélkül adott ki képeslapokat. Ilona az osztott felületű képeslapokhoz készített felvételeket Budapestről és Magyarország több városáról. Az elkészült képeslapok a világ legtöbb országában megtalálhatóak, és számos múzeum archívumában is őriznek belőlük. 
1988-ban a vidéki életet választotta. 1991-ben két gyermekével (nyolc hónapos lányával és tizennégy éves fiával) az Őrség piciny falvában Csödén egyedül maradt, ahol mindössze tizenöt ház és harminc lakó volt. 
1995 óta itt vezette vállalkozásként, majd 1998 óta alapítványi formában az általa megálmodott alkotótábort. Kezdetben fotóriporteri, fazekas és képzőművészeti tevékenységeket végeztek a táborban, majd később színjátszó és népi kismesterségek alkotóházaként is működtek. Az erdő közepén nagy hangsúlyt fektetett az alkotáson keresztül az egészséges életmódra, környezettudatos nevelésre is. Itt az évek során több ezren vettek részt a programokban, és készítettek különböző alkotásokat.
1995 körül Sigi és Paul vezetésével a “Geh Mit Uns” kis csapata Bécsből véletlenül toppantak be hozzá. A súlyosan értelmi sérülteket is foglalkoztató otthon lakói innentől majd minden esztendőben visszajöttek. Idővel több hozzájuk hasonló, értelmi fogyatékkal élők csoportjai is megfordultak nála, például Magyarszerdahelyről több alkalommal is. A közös, szeretetteljes alkotási időszakot számtalan felvételen megörökítette. Ez idő tájt sokszor eszébe jutott Diane Arbus, aki nagy hatást gyakorolt rá képeivel. Az alkotóház munkáját végig dokumentálta fényképekkel a maga érzékeny kapcsolatteremtő, közvetlen lírai stílusában. Mindig fontosnak tartotta, hogy magas színvonalon, megfelelő képesítés birtokában adja át tudását a tevékenységek láncolatában, és az általa kialakított barátságos légkör igaz alkotásokat hozzon létre mind az alkotóházban jártaknál, mind a róluk készült felvételeken.
2005-ben a délszláv háborúban – felkérésre – szüleiket elvesztett gyermekeknek szervezett alkotótábort.
2006-ban dráma pedagógusként dolgozott Keszthelyen (Egry József Általános Iskola és Művészeti Iskola). Öt osztályt vitt, két színjátszó csoportja volt, ahonnan a Csödei Alkotótáborba tábort szervezett a hátrányos helyzetű gyermekeknek. Állását elvesztette, és devizahitele miatt, Londonban kényszerült munkát vállalni, ahova 2007-ben érkezett tizenhat esztendős lányával. 
Harmadik diplomáját már Londonból hazalátogatva védte meg 2012-ben. Tanított a londoni Magyar iskolákban, előadást tartott Bécsben az alkotóház munkájáról (londoni Magyar iskola szervezésében). Londonból sok magyar fiatalt szervezett az alkotóházba. Négy esztendeig -lelki okok miatt- nem volt képes fényképezni Londonban. Ezt követően tíz esztendőn át londoni utcákat, embereket örökített meg. Világjáró szakács fiának köszönhetően sokfelé megfordult: Miami, Dubai, Saigon, Párizs … és fotografált amennyire a helyek megérintették.
Fotográfusi hitvallását André Kertésszel való találkozása alapozta meg 1984-ben. “Emlékeim Kertészről” dokumentumfilm, Magyar Fotográfusok Háza, riporter: Spéder Zsófia, 2015
“A fotográfia nem befolyásolta az életemet, az életem befolyásolta a fotográfiám.” – André Kertész
“Fotográfiai attitűdöm. Alkotásom attribútumai, képeim interpretációja a valóság megragadása az utókornak és a ma emberének , ahogyan én adekvát módon látom.
Anakronisztikus alkotónak is vallom magam. Továbbá hiszek a fotográfia igazságtartalmába vetett hitben, az őszinteségében, a tiszta fotográfiában lassan fél évszázada. Az analóg fotográfia szerelmese vagyok, mert időtálló és fizikai hordozója van. 
De a digitális technikát is alkalmazom inspiratív módon. A fénykép számomra a közvetlen tapasztalás. Elkészült alkotásból erőt lehet meríteni a valóság elviseléséhez. A fotográfia számomra vigasz, tapasztaláson alapuló bizonyosság. Ahogy élem életem fotográfiáim autentikusan reflektálják azt.” – Nyilas Ilona
2007 óta kétlaki életet él az Őrség és London között. Ezekben az években került közel Vivian Maier hagyatékának csodálatos képalkotó világához. 

## Tagságai
- 1981 – Fiatal Fotóművészek Stúdiója
- 1985 – Magyar Fotóművészek Szövetsége

## Kiállításai
egyéni és csoportos(teljesség igénye nélkül)
- 1974 – “Első kiállítása” rögtönzött képsor Magyar Filmlaboratórium B216 fotólabor bejárati csempékre kirakott, azonnal a nagyítás után, vizes dokumentum fotópapírra készített felvételek. A “tárlat” látogatói a Filmlabor dolgozói: benyomósok, trükkösök, fénymegadósok, hívósok, kopírosok… és a fotós iskolatársak. Ez mérföldkő volt életében.
- 1980 – Reinkarnáció és aberráció, Budapest, Műszaki Egyetem E Épület Aula
- 1980 – Képregény, Bernáth Edittel, Budapest, Központi Fizikai Kutató Intézet Klubja (Mozgó Világ: “egyedülálló sorozat a magyar fotográfia történetében”
  - Aktfotó kiállítás, csoportos, Békéscsaba
- 1984 – “Hejettes Hullám”, Kisörspuszta, Pajta Galéria, Elek István (Kada) és barátai kísérő kiállításaként Szabó Judittal
- 1985 – Nil Admirari, Nyilas Ilona és Szabó Judit kiállítása, Budapest Műszaki Egyetem R klub                     
  - A látás nyelve, csoportos, Gödöllői Galéria, Gödöllő, Kincses Károly rendezésében
  - Fiatal magyar Fotó 4., csoportos, Gödöllő Galéria, Hans van der Meer, Nyilas, Ilona, Szabó Judit
- 1986 – Harmadik, Budapest, Fiatal Fotóművészek Stúdiójának csoportos kiállítása, Ernst Múzeum
- 1989 – Cím nélkül, Zalalövő, Művelődési Ház, megnyitja Székely Ádám (újságíró) 
  - A gyermek, Zalaegerszeg, Megyei Művelődési és Ifjúsági Központ, megnyitó Kincses Károly
- 1990 – Negyedik, Budapest, Fiatal Fotóművészek Stúdiójának csoportos kiállítása, Ernst Múzeum
- 1992 – Ősrégi Őrség, Őriszentpéter, Városszeri Általános Iskola, megnyitó Kincses Károly
- 1994 – Cím nélkül, Zalaegerszeg, Ságvári Endre Gimnázium, megnyitó Megyeri Anna muzeológus
- 1995 – Cím nélkül, Pankasz
- 2001 – "Válogatás az elmúlt húsz esztendő képeiből" (Virágzás Napjai keretében), Őriszentpéter, Pajta Galéria 3.
- 2011 – Fekete-fehér analóg képek, Csödei Alkotótábor
- 2013 – “... örök gyermekség Édes átok ...” (Ady Endre: Az örök gyermekség) csoportos kiállítás, Csödei Alkotótábor Természetes Iskola
- 2014 – Képeslap Kiállítás, Csöde, Nyilas Ilona 1985-’95 között készült képeslapjaiból
- 2015 – Negyven év negyven percben, előadás és kiállítás, London, Richmond and Twichkenham Photographic Society (alapítva 1890)
  - Cím nélkül, London, Ditton Library, Atrium Gallery
- 2016 – Face-Boom, Budapest, MFSZ 60 éves, csoportos, Várkert Bazár, Déli Paloták, kurátor: Gál Georgina művészettörténész
- 2017 – Képregény retro és még valami más, Bernáth Edit és Nyilas Ilona fotográfiái, Őriszentpéter Malom Látogatóközpont
- 2019 – Múlt századi történetek, Capa Központ, 8F Galéria, Budapest, megnyitó: Beke László művészettörténész, kurátor: Csizek Gabriella
  - Képkörnyezet, “Kopogós” című film margójára, Csöde Galéria
  - Chapter, Magyar Fotóművészek Szövetsége, Fotóhónap, Csöde Galéria
- 2020 – Portrék 1977-2018, Őriszentpéter Malom Látogatóközpont
  - Gyermekkor képei-fragmentum, Csöde Galéria

## Filmje
- 1988 – “Kopogós” experimentális dokumentumfilm, operatőr: Bíró Irén, Bemutató Fiatal Művészek Klubja

## Könyve
- 2008 – “Be szép a régi kép a tiszta…” 1980 és 1990 között készült analóg felvételek (154kép)

Előszó Kincses Károly, magánkiadás

## Gyűjtemény
- Magyar Fotográfiai Múzeum, Kecskemét
- Képeslapok Magyarország több múzeumában
- Országos Színháztörténeti Múzeum és Intézet Archívuma
- Magángy., Budapest
- Magángy., London

## Díjai
- “Csendélet” című fekete-fehér analóg fotográfia, 1980 Magyar Fotóművészek Szövetsége emlékérem
- Magyar Művészeti Akadémia Művészetelméleti Tagozatának Művészetpedagógusi Különdíja 2018
- Magyar Arany Érdemkereszt (2022)

## Gyermekei
- Molnár Márk – executive chef, Ho Chi Minh City, Vietnám (Molnár B. Tamás – zenész, újságíró, szakíró)
- Székely Csilla Viola – angol ügyvéd, London (Székely Ádám – újságíró, szerkesztő)